# Бубново (Брянская область)
Бубново — деревня в Дубровском районе Брянской области, в составе Пеклинского сельского поселения. Расположена в 7 км к северо-востоку от деревни Пеклино, в 1 км к юго-востоку от деревни Новая Салынь. Население — 1 человек (2010).

## История
Упоминается с 1620-х гг. как владение Тютчевых, в составе Подывотского стана Брянского уезда. С 1861 по 1924 входила в Салынскую волость Брянского (с 1921 — Бежицкого) уезда; позднее в Дубровской волости, Дубровском районе (с 1929). До 1971 года — в Салынском сельсовете.